# جنگل‌های همیشه‌سبز جنب‌حاره‌ای جنوب چین–ویتنام
جنگل‌های همیشه‌سبز جنب‌حاره‌ای جنوب چین–ویتنام بوم‌ناحیه‌ای (شناسه WWF: IM0149) است که مناطق ساحلی کوهستانی جنوب شرقی چین و شمال شرقی ویتنام را پوشش می‌دهد. این بوم‌ناحیه همچنین دشت‌های ساحلی در امتداد دریای جنوبی چین و جزیره هاینان را در بر می‌گیرد. این منطقه با سطوح بالایی از گونه‌های بوم‌زاد و در معرض خطر، دارای تنوع زیستی و اهمیت اکولوژیکی قابل توجهی است. گسترش سریع شهری باعث کاهش جنگل‌ها و تالاب‌های غنی از نظر بیولوژیکی می‌شود. از دید بوم‌شناسی، این جنگل‌های جنب‌حاره‌ای امتداد شمال‌شرقی قلمرو هندومالایی به‌شمار می‌روند.